# Rallye Jordanien 2010
Die Rallye Jordanien 2010 war der dritte Weltmeisterschaftslauf in der Saison 2010. Die Veranstaltung fand vom 1. bis 3. April statt. Das Hauptquartier wurde am Rande des Toten Meers etwa 50 Kilometer in der Nähe der Hauptstadt Amman eingerichtet.

## Bericht
Sébastien Loeb (Citroën) gewann die 56. WRC-Rallye seiner Karriere. Nur Jari-Matti Latvala (Ford) konnte am Anfang mit dem amtierenden Weltmeister mithalten, er musste sich aber schließlich um 35,8 Sekunden geschlagen geben. Petter Solberg kam auf den dritten Rang und stand zum zweiten Mal in Folge, nach seinem zweiten Rang in Mexiko, auf dem Siegerpodium. Mikko Hirvonen (Ford) wurde auf dem 20. Rang gewertet, nachdem er immer wieder technische Probleme und auch noch mit einer aufspringenden Tür zu kämpfen hatte. Ex-Formel-1-Pilot Kimi Räikkönen wurde Achter und war erst der zweite F1-Fahrer, nach Carlos Reutemann, der Weltmeisterschaftspunkte gewann in der Rallye-Weltmeisterschaft.
In der SWRC-Klasse gewann Xavier Pons, nach der Rallye Mexiko, zum zweiten Mal in Folge. Er kam rund 12 Minuten vor Eyvind Brynildsen ins Ziel und hatte zehn Punkte Vorsprung in der Meisterschaftstabelle. Der Sieger der Rallye Schweden Per-Gunnar Andersson wurde Dritter vor Nasser Al-Attiyah, Patrik Sandell und Jari Ketomaa.
In der PWRC-Klasse siegte Patrik Flodin zum zweiten Mal in der laufenden Saison vor Armindo Araújo mit knapp zwei Minuten Vorsprung. Araújo reichte der zweite Platz um seine Führung in der Gesamtwertung zu behalten.

## Klassifikationen

### Endresultat
| Pos    | Fahrer               | Beifahrer            | Auto                     | Zeit      | Rückstand | Punkte |
| WRC    | WRC                  | WRC                  | WRC                      | WRC       | WRC       | WRC    |
| ------ | -------------------- | -------------------- | ------------------------ | --------- | --------- | ------ |
| 01     | Sébastien Loeb       | Daniel Elena         | Citroën C4 WRC           | 3:51:35.9 | 00:00.0   | 25     |
| 02     | Jari-Matti Latvala   | Miikka Anttila       | Ford Focus RS WRC        | 3:52:11.7 | 00:35.8   | 18     |
| 03     | Petter Solberg       | Phil Mills           | Citroën C4 WRC           | 3:52:47.7 | 01:11.8   | 15     |
| 04     | Dani Sordo           | Marc Martí           | Citroën C4 WRC           | 3:53:25.2 | 01:49.3   | 12     |
| 05     | Matthew Wilson       | Scott Martin         | Ford Focus RS WRC        | 4:00:00.2 | 08:24.3   | 10     |
| 06     | Sébastien Ogier      | Julien Ingrassia     | Citroën C4 WRC           | 4:02:02.3 | 10:26.4   | 8      |
| 07     | Federico Villagra    | Jorge Pérez Companc  | Ford Focus RS WRC        | 4:03:03.9 | 11:28.0   | 6      |
| 08     | Kimi Räikkönen       | Kaj Lindstrom        | Citroën C4 WRC           | 4:04:06.9 | 12:31.0   | 4      |
| 09     | Henning Solberg      | Ilka Minor           | Ford Focus RS WRC        | 4:05:44.5 | 14:08.6   | 2      |
| 10     | Xavier Pons          | Alex Haro            | Ford Fiesta S2000        | 4:10:09.8 | 18:33.9   | 1      |
| SWRC   |                      |                      |                          |           |           |        |
| 1 (10) | Xavier Pons          | Alex Haro            | Ford Fiesta S2000        | 4:10:09.8 | 00:00.0   | 25     |
| 2 (14) | Eyvind Brynildsen    | Cato Menkerud        | Škoda Fabia S2000        | 4:22:01.8 | 11:52.0   | 18     |
| 3 (16) | Per-Gunnar Andersson | Jonas Andersson      | Škoda Fabia S2000        | 4:29:07.2 | 18:57.4   | 15     |
| 4 (18) | Nasser Al-Attiyah    | Giovanni Bernacchini | Škoda Fabia S2000        | 4:31:26.0 | 21:16.2   | 12     |
| 5 (23) | Patrik Sandell       | Emil Axelsson        | Škoda Fabia S2000        | 4:51:50.0 | 41:40.2   | 10     |
| 6 (25) | Jari Ketomaa         | Mika Stenberg        | Ford Fiesta S2000        | 5:04:29.3 | 54:19.5   | 8      |
| PWRC   |                      |                      |                          |           |           |        |
| 1 (11) | Patrik Flodin        | Göran Bergsten       | Subaru Impreza WRX STi   | 4:10:42.9 | 00:00.0   | 25     |
| 2 (12) | Armindo Araújo       | Miguel Ramalho       | Mitsubishi Lancer Evo X  | 4:12:39.5 | 01:56.6   | 18     |
| 3 (15) | Nicholai Georgiou    | Joseph Matar         | Mitsubishi Lancer Evo IX | 4:29:01.3 | 18:18.4   | 15     |
| 4 (17) | Spyros Pavlides      | Chris Patterson      | Subaru Impreza WRX STi   | 4:29:54.8 | 19:11.9   | 12     |
| 5 (19) | Amjad Farrah         | Nancy Al-Majali      | Subaru Impreza WRX STi   | 4:33:00.4 | 22:17.5   | 10     |
| 6 (21) | Wang Rui             | Pan Hongyu           | Subaru Impreza WRX STi   | 4:38:14.8 | 27:31.9   | 8      |
| 7 (24) | Paulo Nobre          | Edu Paula            | Mitsubishi Lancer Evo X  | 4:55:12.0 | 44:29.1   | 6      |

### Wertungsprüfungen
| Tag                                   | WP                                    | Name          | Länge    | Start MESZ         | Gewinner           | Beifahrer         | Auto              | Zeit    | Ø km/h                            | Leader             |
| ------------------------------------- | ------------------------------------- | ------------- | -------- | ------------------ | ------------------ | ----------------- | ----------------- | ------- | --------------------------------- | ------------------ |
| Tag 1 (1. Apr.)                       | WP1                                   | Rumman Forest | 15,34 km | 10:28              | Jari-Matti Latvala | Miikka Anttila    | Ford Focus RS WRC | 12:12.1 | 75,43                             | Jari-Matti Latvala |
| Tag 1 (1. Apr.)                       | WP2                                   | Wadi Shueib 1 | 8,65 km  | 11:26              | Jari-Matti Latvala | Miikka Anttila    | Ford Focus RS WRC | 07:05.2 | 73,24                             | Jari-Matti Latvala |
| Tag 1 (1. Apr.)                       | WP3                                   | Mahes 1       | 20,44 km | 11:54              | Dani Sordo         | Marc Martí        | Citroën C4 WRC    | 14:44.1 | 83,23                             | Dani Sordo         |
| Tag 1 (1. Apr.)                       | WP4                                   | Mount Nebo 1  | 11,09 km | 12:37              | Petter Solberg     | Phil Mills        | Citroën C4 WRC    | 08:16.3 | 80,44                             | Jari-Matti Latvala |
| Tag 1 (1. Apr.)                       | Service Dead Sea, 13:32 Uhr (30 Min.) |               |          |                    |                    |                   |                   |         |                                   | Jari-Matti Latvala |
| Tag 1 (1. Apr.)                       | WP5                                   | Wadi Shueib 2 | 8,65 km  | 14:50              | Jari-Matti Latvala | Miikka Anttila    | Ford Focus RS WRC | 06:44.1 | 77,06                             | Jari-Matti Latvala |
| Tag 1 (1. Apr.)                       | WP6                                   | Mahes 2       | 20,44 km | 15:13              | Petter Solberg     | Phil Mills        | Citroën C4 WRC    | 14:17.7 | 85,79                             | Jari-Matti Latvala |
| Tag 1 (1. Apr.)                       | WP7                                   | Mount Nebo 2  | 11,09 km | 15:56              | Sébastien Loeb     | Daniel Elena      | Citroën C4 WRC    | 08:00.6 | 83,07                             | Jari-Matti Latvala |
| Tag 1 (1. Apr.)                       | Service Dead Sea, 16:34 Uhr (45 Min.) |               |          |                    |                    |                   |                   |         |                                   | Jari-Matti Latvala |
| Tag 2 (2. Apr.)                       |                                       |               |          |                    |                    |                   |                   |         |                                   | Jari-Matti Latvala |
| Service Dead Sea, 06:30 Uhr (15 Min.) |                                       |               |          |                    |                    |                   |                   |         |                                   | Jari-Matti Latvala |
| WP8                                   | Suwayma 1                             | 10,49 km      | 07:11    | Sébastien Loeb     | Daniel Elena       | Citroën C4 WRC    | 05:13.7           | 120,38  |                                   | Jari-Matti Latvala |
| WP9                                   | Kafrain 1                             | 17,20 km      | 07:51    | Petter Solberg     | Phil Mills         | Citroën C4 WRC    | 11:54.0           | 86,72   |                                   | Jari-Matti Latvala |
| WP10                                  | Jordan River 1                        | 41,45 km      | 08:49    | Sébastien Loeb     | Daniel Elena       | Citroën C4 WRC    | 27:38.4           | 89,98   |                                   | Jari-Matti Latvala |
| Service Dead Sea, 10:54 Uhr (30 Min.) |                                       |               |          |                    |                    |                   |                   |         |                                   | Jari-Matti Latvala |
| WP11                                  | Suwayma 2                             | 10,49 km      | 11:50    | Sébastien Loeb     | Daniel Elena       | Citroën C4 WRC    | 05:13.7           | 120,38  | Sébastien Loeb Jari-Matti Latvala |                    |
| WP12                                  | Kafrain 2                             | 17,20 km      | 12:30    | Petter Solberg     | Phil Mills         | Citroën C4 WRC    | 11:43.3           | 88,04   | Sébastien Loeb                    |                    |
| WP13                                  | Jordan River 2                        | 41,45 km      | 13:28    | Sébastien Loeb     | Daniel Elena       | Citroën C4 WRC    | 27:10.0           | 91,55   | Sébastien Loeb                    |                    |
| Service Dead Sea, 14:46 Uhr (45 Min.) |                                       |               |          |                    |                    |                   |                   |         | Sébastien Loeb                    |                    |
| Tag 3 (3. Apr.)                       |                                       |               |          |                    |                    |                   |                   |         | Sébastien Loeb                    |                    |
| Service Dead Sea, 06:30 Uhr (15 Min.) |                                       |               |          |                    |                    |                   |                   |         | Sébastien Loeb                    |                    |
| WP14                                  | Yakrut 1                              | 14,16 km      | 07:20    | Sébastien Loeb     | Daniel Elena       | Citroën C4 WRC    | 08:30.4           | 99,87   | Sébastien Loeb                    |                    |
| WP15                                  | Bahath 1                              | 12,53 km      | 07:50    | Petter Solberg     | Phil Mills         | Citroën C4 WRC    | 09:30.3           | 79,10   | Sébastien Loeb                    |                    |
| WP16                                  | Shuna 1                               | 15,23 km      | 08:33    | Sébastien Loeb     | Daniel Elena       | Citroën C4 WRC    | 11:55.5           | 76,63   | Sébastien Loeb                    |                    |
| WP17                                  | Baptism Site 1                        | 10,83 km      | 09:16    | Sébastien Loeb     | Daniel Elena       | Citroën C4 WRC    | 05:21.1           | 121,42  | Sébastien Loeb                    |                    |
| Service Dead Sea, 10:06 Uhr (30 Min.) |                                       |               |          |                    |                    |                   |                   |         | Sébastien Loeb                    |                    |
| WP18                                  | Yakrut 2                              | 14,16 km      | 11:11    | Jari-Matti Latvala | Miikka Anttila     | Ford Focus RS WRC | 08:21.1           | 101,73  | Sébastien Loeb                    |                    |
| WP19                                  | Bahath 2                              | 12,53 km      | 11:41    | Sébastien Loeb     | Daniel Elena       | Citroën C4 WRC    | 09:17.0           | 80,98   | Sébastien Loeb                    |                    |
| WP20                                  | Shuna 2                               | 15,23 km      | 12:24    | Jari-Matti Latvala | Miikka Anttila     | Ford Focus RS WRC | 12:00.6           | 76,09   | Sébastien Loeb                    |                    |
| WP21                                  | Baptism Site 2                        | 10,83 km      | 13:07    | Sébastien Ogier    | Julien Ingrassia   | Citroën C4 WRC    | 05:25.8           | 119,67  | Sébastien Loeb                    |                    |
| Service Dead Sea, 13:40 Uhr (10 Min.) |                                       |               |          |                    |                    |                   |                   |         | Sébastien Loeb                    |                    |

### Gewinner Wertungsprüfungen
| WP                               | Anzahl | Fahrer             | Auto              |
| -------------------------------- | ------ | ------------------ | ----------------- |
| 7, 8, 10, 11, 13, 14, 16, 17, 19 | 9      | Sébastien Loeb     | Citroën C4 WRC    |
| 1, 2, 5, 18, 20                  | 5      | Jari-Matti Latvala | Ford Focus RS WRC |
| 4, 6, 9, 12, 15                  | 5      | Petter Solberg     | Citroën C4 WRC    |
| 3                                | 1      | Dani Sordo         | Citroën C4 WRC    |
| 21                               | 1      | Sébastien Ogier    | Citroën C4 WRC    |

### Fahrer-WM nach der Rallye
| Pos. | Fahrer             | Punkte |
| ---- | ------------------ | ------ |
| 1    | Sébastien Loeb     | 68     |
| 2    | Jari-Matti Latvala | 43     |
| 3    | Mikko Hirvonen     | 37     |
| 4    | Petter Solberg     | 35     |
| 5    | Sébastien Ogier    | 33     |

### Team-Weltmeisterschaft
| Pos. | Team                | Punkte |
| ---- | ------------------- | ------ |
| 1    | Citroën WRT         | 101    |
| 2    | Ford WRT            | 87     |
| 3    | Citroën Junior Team | 48     |
| 4    | Stobart WRT         | 44     |